# منتخب جمهورية الدومينيكان لكرة اليد للسيدات
منتخب جمهورية الدومينيكان لكرة اليد للسيدات هو الممثل الرسمي لجمهورية الدومينيكان في رياضة كرة اليد. شارك في بطولة العالم لكرة اليد للسيدات مرتين وكانت المشاركة الأولى في سنة 2007، كان أفضل مركز له فيها هو الثاني والعشرون. شارك في بطولة بان أميركان لكرة اليد للسيدات 6 مرات وكانت المشاركة الأولى في سنة 2003، كان أفضل مركز له فيها هو الثالث.